# Ditrichophora
Ditrichophora är ett släkte av tvåvingar. Ditrichophora ingår i familjen vattenflugor.

## Bildgalleri

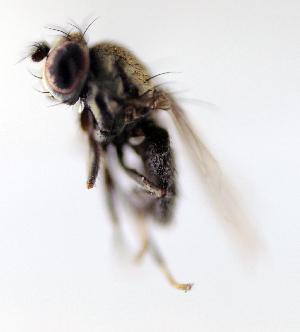

## Dottertaxa tillDitrichophora, i alfabetisk ordning[1][2]
- Ditrichophora albitarsis
- Ditrichophora algirica
- Ditrichophora argyrostoma
- Ditrichophora atrata
- Ditrichophora aulisioi
- Ditrichophora aurifacies
- Ditrichophora aurivillii
- Ditrichophora bella
- Ditrichophora bezzii
- Ditrichophora bohemanni
- Ditrichophora calceata
- Ditrichophora cana
- Ditrichophora canifrons
- Ditrichophora canzonerii
- Ditrichophora chiapas
- Ditrichophora cinerella
- Ditrichophora collini
- Ditrichophora coxalis
- Ditrichophora dimidiatipennis
- Ditrichophora exigua
- Ditrichophora fusca
- Ditrichophora fuscella
- Ditrichophora glabricula
- Ditrichophora graeca
- Ditrichophora griseifacies
- Ditrichophora hilla
- Ditrichophora hungarica
- Ditrichophora insolita
- Ditrichophora lambi
- Ditrichophora lenis
- Ditrichophora lugubris
- Ditrichophora maculicornis
- Ditrichophora meridionalis
- Ditrichophora montana
- Ditrichophora moraviae
- Ditrichophora nectens
- Ditrichophora nigerrima
- Ditrichophora nigrithorax
- Ditrichophora nivea
- Ditrichophora niveifrons
- Ditrichophora occidentalis
- Ditrichophora olivacea
- Ditrichophora palliditarsis
- Ditrichophora pallidula
- Ditrichophora parilis
- Ditrichophora pernigra
- Ditrichophora plumosa
- Ditrichophora psilopina
- Ditrichophora pulchella
- Ditrichophora rampinii
- Ditrichophora ratti
- Ditrichophora sia
- Ditrichophora simiaceps
- Ditrichophora soikai
- Ditrichophora subnubila
- Ditrichophora tacoma
- Ditrichophora tirolensis
- Ditrichophora triseta
- Ditrichophora valens
- Ditrichophora wirthi